# جائزة ديترويت الكبرى 1986
جائزة ديترويت الكبرى 1986 هو سباق فورمولا 1 أقيم بتاريخ 22 يونيو 1986 في ديترويت، ميشيغان. كان السابع من أصل 16 في بطولة العالم لسباقات الفورمولا واحد موسم 1986.

## الترتيب النهائي
| الترتيب | السائق       | النقاط |
| ------- | ------------ | ------ |
| 1       | آيرتون سينا  | 36     |
| 2       | ألن بروست    | 33     |
| 3       | نايجل مانسيل | 29     |
| 4       | نيلسون بيكيه | 19     |
| 5       | كيكي روزبرغ  | 14     |
| المصدر: |              |        |